# Налобин, Василий Панфилович
Василий Панфилович Налобин (02.02.1923, дер. Ново-Буровая, Гилёво-Липовская волость, Тюменский уезд, Тюменская губерния, РСФСР, СССР — 03.07.2003, пгт Верхнее Дуброво, Свердловская область, Россия) — заместитель командира отделения станковых пулеметов моторизированного батальона 10-й отдельной гвардейской танковой бригады, гвардии младший сержант — на момент представления к награждению орденом Славы 1-й степени.

## Биография
Родился 2 февраля 1923 года в деревне Ново-Буровая Гилёво-Липовской волости Тюменского уезда (ныне — Ярковский район Тюменской области).
Окончил 6 классов. В 1930-е годы с семьей был выслан в Свердловскую область, жил на станции Косулино, окончил курсы и получил специальность слесаря. В 1941 году переехал в город Свердловск. Работал слесарем на турбомоторном заводе.
В мае 1942 года Свердловским горвоенкоматом был призван в Красную Армию. В боях Великой Отечественной войны с июля 1943 года. Член ВКП/КПСС с 1944 года. К весне 1944 года — пулеметчик 10-й отдельной гвардейской танковой бригады.
1-3 марта 1944 года при прорыве вражеской обороны у населенного пункта Старицы гвардии младший сержант Налобин огнём из автомата и гранатами уничтожил 7 противников. Своевременно обеспечивал поднос патронов к пулемету. Был ранен, но остался в строю.
Приказом по войскам 11-й гвардейской армии от 30 апреля 1944 года гвардии младший сержант Налобин Василий Панфилович награждён орденом Славы 3-й степени.
28 июля 1944 года в бою за населенный пункт Скапишкис гвардии младший сержант Налобин из станкового пулемета в упор расстрелял 6 противников, чем способствовал отражению контратаки противника. 2-4 августа 1944 года в бою за город Биржай уничтожил ещё 7 противников и подавил 2 пулеметные точки. Был представлен к награждению орденом Отечественной войны 2-й степени, но командующий бронетанковыми и механизированными войсками 43-й армии изменил статус награды.
Приказом по войскам 43-й армии от 3 октября 1944 года гвардии младший сержант Налобин Василий Панфилович награждён орденом Славы 2-й степени.
6-11 октября 1944 года, поддерживая наступление роты на населенные пункты Говляны и Динветен, гвардии младший сержант Налобин огнём из пулемета подавил 2 огневые точки и истребил около 60 солдат и офицеров противника.
Указом Президиума Верховного Совета СССР от 24 марта 1945 года за образцовое выполнение заданий командования на фронте борьбы с немецкими захватчиками и проявленные при этом доблесть и мужество гвардии младший сержант Налобин Василий Панфилович награждён орденом Славы 1-й степени. Стал полным кавалером ордена Славы.
Также награждён орденом Отечественной войны 1-й степени (06.04.1985), медалями.
Участник войны с Японией на Дальнем Востоке. В 1947 году старшина Налобин был демобилизован.
Жил в поселке Верхнее Дуброво Белоярского района Свердловской области. Работал слесарем, бригадиром на Косулинском абразивном заводе.
Скончался 3 июля 2003 года. Похоронен на Старом кладбище поселка Верхнее Дуброво.
Его именем названа школа села Щетково Ярковского района Тюменской области, а также улица в посёлке Верхнее Дуброво.